# Seznam dílů seriálu Kriminálka: Oddělení kybernetiky
Toto je seznam dílů seriálu Kriminálka: Oddělení kybernetiky.

## Přehled řad
| Řada | Díly | Premiéra v USA | Premiéra v USA  | Premiéra v ČR    | Premiéra v ČR   |
| Řada | Díly | První díl      | Poslední díl    | První díl        | Poslední díl    |
| ---- | ---- | -------------- | --------------- | ---------------- | --------------- |
| 1    | 13   | 4. března 2015 | 13. května 2015 | 6. ledna 2016    | 30. března 2016 |
| 2    | 18   | 4. října 2015  | 13. března 2016 | 2. prosince 2016 | 10. února 2017  |

## Seznam dílů

### První řada (2015)
| Č. v seriálu | Č. v řadě | Původní název        | Český název          | Režie            | Scénář                                                                                    | Premiéra v USA  | Premiéra v ČR   |
| ------------ | --------- | -------------------- | -------------------- | ---------------- | ----------------------------------------------------------------------------------------- | --------------- | --------------- |
| 1            | 1         | Kidnapping 2.0       | Únos 2.0             | Eagle Egilsson   | Carol Mendelsohn, Ann Donahue a Anthony E. Zuiker                                         | 4. března 2015  | 6. ledna 2016   |
| 2            | 2         | CMND:\Crash          | ID: Kolize           | Jeff Thomas      | Pam Veasey a Craig O'Neill                                                                | 11. března 2015 | 13. ledna 2016  |
| 3            | 3         | Killer En Route      | Zabiják na cestě     | Richard J. Lewis | námět: Matt Whitney a Michael Brandon Guercio scénář: Kate Sargeant Curtis a Thomas Hoppe | 18. března 2015 | 20. ledna 2016  |
| 4            | 4         | Fire Code            | Požární předpisy     | Howard Deutch    | Matt Whitney                                                                              | 25. března 2015 | 27. ledna 2016  |
| 5            | 5         | Crowd Sourced        | V davu               | Eriq La Salle    | Craig O'Neill                                                                             | 8. dubna 2015   | 3. února 2016   |
| 6            | 6         | The Evil Twin        | Dvojče zla           | Rob Bailey       | Pam Veasey                                                                                | 15. dubna 2015  | 10. února 2016  |
| 7            | 7         | URL, Interrupted     | Kyberšikana          | Kate Dennis      | Kate Sargeant Curtis                                                                      | 21. dubna 2015  | 17. února 2016  |
| 8            | 8         | Selfie 2.0           | Selfie 2.0           | Eagle Egilsson   | Anthony E. Zuiker                                                                         | 22. dubna 2015  | 24. února 2016  |
| 9            | 9         | L0M1S                | L0M1S                | Nathan Hope      | Michael Brandon Guercio                                                                   | 29. dubna 2015  | 2. března 2016  |
| 10           | 10        | Click Your Poison    | Klikněte na svůj jed | Dermott Downs    | Denise Hahn                                                                               | 6. května 2015  | 9. března 2016  |
| 11           | 11        | Ghost in the Machine | Duch ve stroji       | Alex Zakrzewski  | Richard Catalani a Carly Soteras                                                          | 12. května 2015 | 16. března 2016 |
| 12           | 12        | Bit by Bit           | Kousek po kousku     | Aaron Lipstadt   | Thomas Hoppe                                                                              | 13. května 2015 | 23. března 2016 |
| 13           | 13        | Family Secrets       | Rodinné tajemství    | Anton Cropper    | Craig O'Neill, Pam Veasey a Matt Whitney                                                  | 13. května 2015 | 30. března 2016 |

### Druhá řada (2015–2016)
| Č. v seriálu | Č. v řadě | Původní název         | Český název           | Režie               | Scénář                                                                                      | Premiéra v USA     | Premiéra v ČR     |
| ------------ | --------- | --------------------- | --------------------- | ------------------- | ------------------------------------------------------------------------------------------- | ------------------ | ----------------- |
| 14           | 1         | Why-Fi                | Wi-Fi                 | Alec Smight         | Pam Veasey                                                                                  | 4. října 2015      | 2. prosince 2016  |
| 15           | 2         | Heart Me              | Moje srdce            | Matt Earl Beesley   | Kate Sargeant Curtis                                                                        | 11. října 2015     | 2. prosince 2016  |
| 16           | 3         | Brown Eyes, Blue Eyes | Hnědé a modré oči     | Alec Smight         | Devon Greggory                                                                              | 18. října 2015     | 9. prosince 2016  |
| 17           | 4         | Red Crone             | Rudá babizna          | Brad Tanenbaum      | Denise Hahn                                                                                 | 25. října 2015     | 9. prosince 2016  |
| 18           | 5         | Hack E.R.             | Hack E.R.             | Eriq La Salle       | Michael Brandon Guercio                                                                     | 1. listopadu 2015  | 16. prosince 2016 |
| 19           | 6         | Gone in 6 Seconds     | Do 6 sekund           | Allan Arkush        | Matt Whitney                                                                                | 8. listopadu 2015  | 16. prosince 2016 |
| 20           | 7         | Corrupted Memory      | Poškozená paměť       | Jerry Levine        | námět: Andrew Karlsruher scénář: Craig O'Neill a Pam Veasey                                 | 15. listopadu 2015 | 6. ledna 2017     |
| 21           | 8         | Python                | Krajta                | Janice Cooke        | Craig O'Neill                                                                               | 22. listopadu 2015 | 6. ledna 2017     |
| 22           | 9         | iWitness              | Internetová čarodějka | Paul Holahan        | Carly Soteras                                                                               | 13. prosince 2015  | 13. ledna 2017    |
| 23           | 10        | Shades of Grey        | Odstíny šedi          | Louis Shaw Milito   | Kate Sargeant Curtis a Michael Brandon Guercio                                              | 20. prosince 2015  | 13. ledna 2017    |
| 24           | 11        | 404: Flight Not Found | Let ARG272            | Skipp Sudduth       | Thomas Hoppe                                                                                | 10. ledna 2016     | 20. ledna 2017    |
| 25           | 12        | Going Viral           | Nouzové volání        | Maja Vrvilo         | námět: Pam Veasey scénář: Denise Hahn a Pam Veasey                                          | 31. ledna 2016     | 20. ledna 2017    |
| 26           | 13        | The Walking Dead      | Chodící smrt          | Frederick E.O. Toye | Andrew Karlsruher, Scotty McKnight a Craig O'Neill                                          | 14. února 2016     | 27. ledna 2017    |
| 27           | 14        | Fit-and-Run           | Fitnessové stopky     | Jeff Thomas         | námět: Andrew Karlsruher a Scotty McKnight scénář: Devon Greggory a Michael Brandon Guercio | 21. února 2016     | 27. ledna 2017    |
| 28           | 15        | Python's Revenge      | Pythonova pomsta      | Vikki Williams      | Devon Greggory                                                                              | 2. března 2016     | 3. února 2017     |
| 29           | 16        | 5 Deadly Sins         | Pět smrtelných hříchů | Rob Bailey          | Matt Whitney                                                                                | 6. března 2016     | 3. února 2017     |
| 30           | 17        | Flash Squad           | Blesková četa         | Howard Deutch       | Scotty McKnight                                                                             | 9. března 2016     | 10. února 2017    |
| 31           | 18        | Legacy                | Dědictví              | Eriq La Salle       | Pam Veasey                                                                                  | 13. března 2016    | 10. února 2017    |